# Técnico de suporte
O técnico de suporte é um profissional de TI que presta suporte técnico presencial ou por telefone (remoto) ao usuário, resolvendo problemas relativos ao funcionamento dos computadores de uma empresa.

## Atribuições
1. Prestar manutenção em redes de computadores;
2. Instalar e manter os diversos sistemas de uma organização;
3. Suporte aos usuários de uma empresa ou organização;

## Formação
A formação do Técnico de suporte não dispensa formação formal, está entre as formações iniciais para esse profissional o curso de Técnico em informática ou equivalentes. Cursos livres relacionados a área de informática agregam valores ao profissional e ampliam suas chances no mercado de trabalho.

## Mercado de trabalho
Quanto as chances de emprego, devido a constante informatização global, a área de suporte é hoje uma das que mais oferecem oportunidades de empregos no Brasil.